# 甲子大橋
甲子大橋（かしおおはし）は、福島県西白河郡西郷村の阿武隈川に架かる国道289号甲子道路の逆ローゼ橋である。

## 概要
西郷村真舟の日光国立公園に属する阿武隈川最上流部の渓谷にかかり、谷底からの高さは約60 mある。甲子トンネルとともに甲子道路の主構造物の一つとして建設された橋梁である。1999年度（平成11年度）に事業着手され2003年（平成15年）に完成、2008年（平成20年）9月21日に開通した。施工にあたっては「VE（バリュー・エンジニアリング）検討委員会」・「景観検討委員会」が設けられ、コストを抑え機能向上を目指すために架橋条件や構造、材料など検討が重ねられた。結果、合理化少数鈑桁橋とPC床版、耐候性鋼の採用がなされた。また支柱補強材であるK型鋼を省略することで景観の向上を図っている。
当初2002年（平成14年）10月に完成が予定されていたが、上部工工事最終確認時の測量で、架設した橋桁が水平方向にずれていることが判明した。これは工事業者がアーチリブを連結する横支材の製作を誤った形状で製作し、そのまま無理に橋桁を架設したためであり、工事業者からの損害金の徴収と約1年間の工期延長の末に是正工事が行われることになった。
是正工事は、架設した補剛桁と支柱を撤去し、誤った形状の横支材を正しいものへ交換し、再度撤去した補剛桁と支柱を再架設する、当時日本国内で前例がないものであり、「アーチ橋梁技術検討会」による検討の後に施工された。なお、この一件以来、事業者の工事入札参加条件は厳格化された。
2017年（平成29年）11月より福島県によって配布が開始された「ふくしまの橋カード」のNo.5に選出され、道の駅しもごうで配布されている。
- 形式 - 鋼3径間連続上路ローゼ橋（側径間は2主鈑桁橋）
- 活荷重 - B活荷重
- 橋長 - 199.000 m
  - 支間割 - ( 28.200 m + 142.000 m + 27.200 m )
  - アーチ支間 - 134.000 m
- アーチライズ - 21.000 m
- 幅員
  - 総幅員 - 9.700 m（ローゼ部）
  - 有効幅員 - 8.500 m（ローゼ部）
  - 車道 - 8.500 m（ローゼ部）
  - 車線幅 - 3.250 m
  - 歩道 - なし
- 橋台 - 逆T式橋台（A1橋台は直接基礎、A2橋台は深礎杭基礎）
- アーチ拱台 - 直接基礎
- 床版 - プレストレスト・コンクリート床版
- 施工 - 矢田工業
- 架設工法 - ケーブルエレクション斜吊り工法
- 平面線形 - 直線 - 曲率半径1500 m
- 縦断勾配 - 3.0 %
- 横断勾配 - 1.5 %

## 隣の橋
（上流） - 甲子大橋 - 雪割橋（下流）